# Vinné

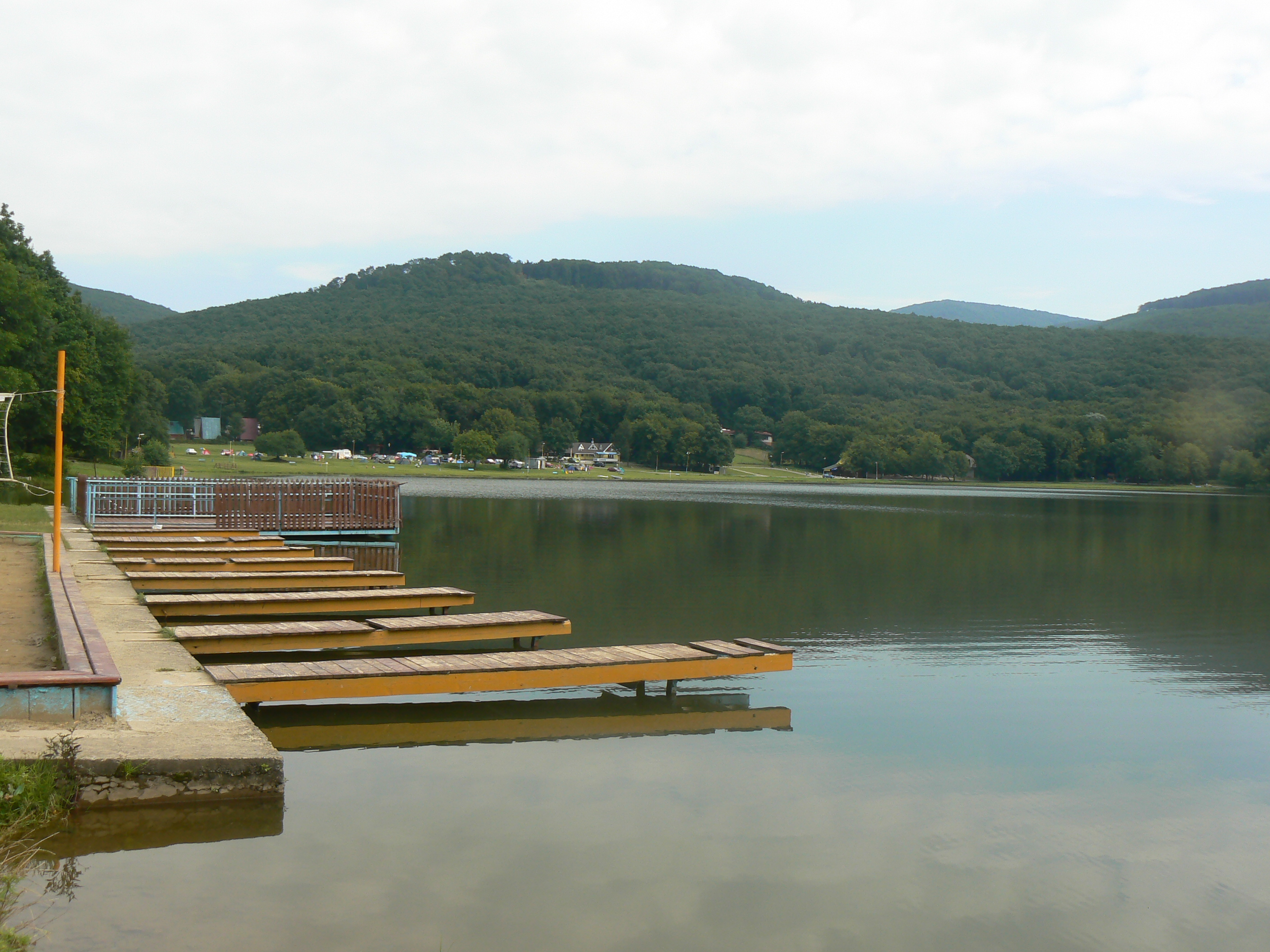
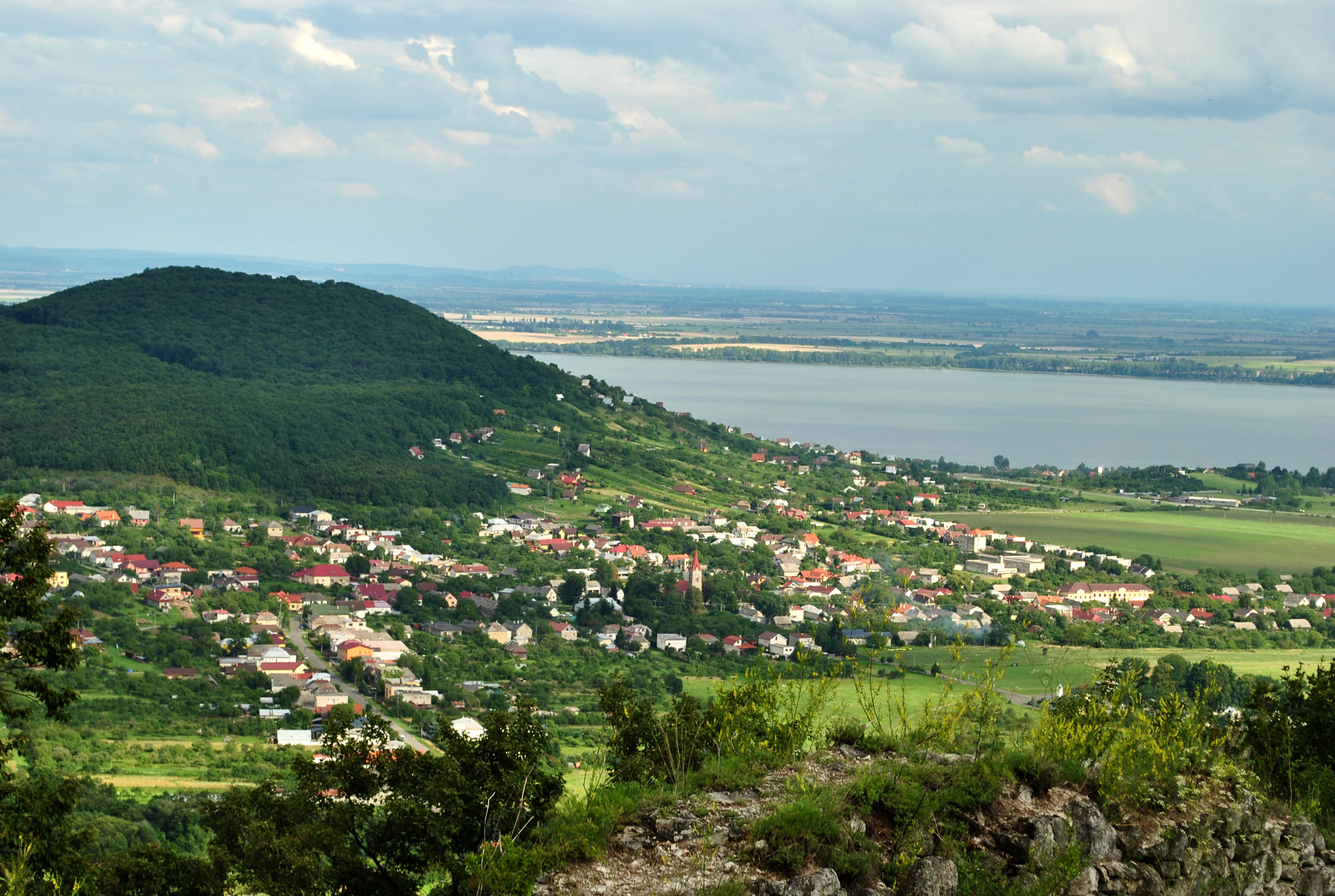
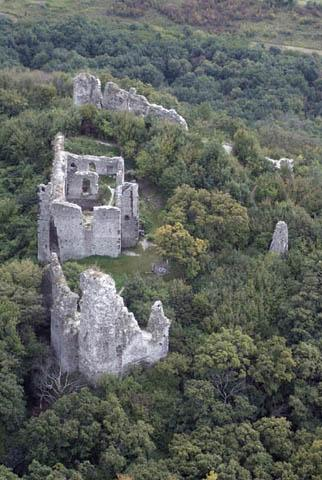

Vinné (Hongaars: Vinna) is een Slowaakse gemeente in de regio Košice, en maakt deel uit van het district Michalovce.
Vinné telt 1.736 inwoners.